# Römersiedlung Tegelberg

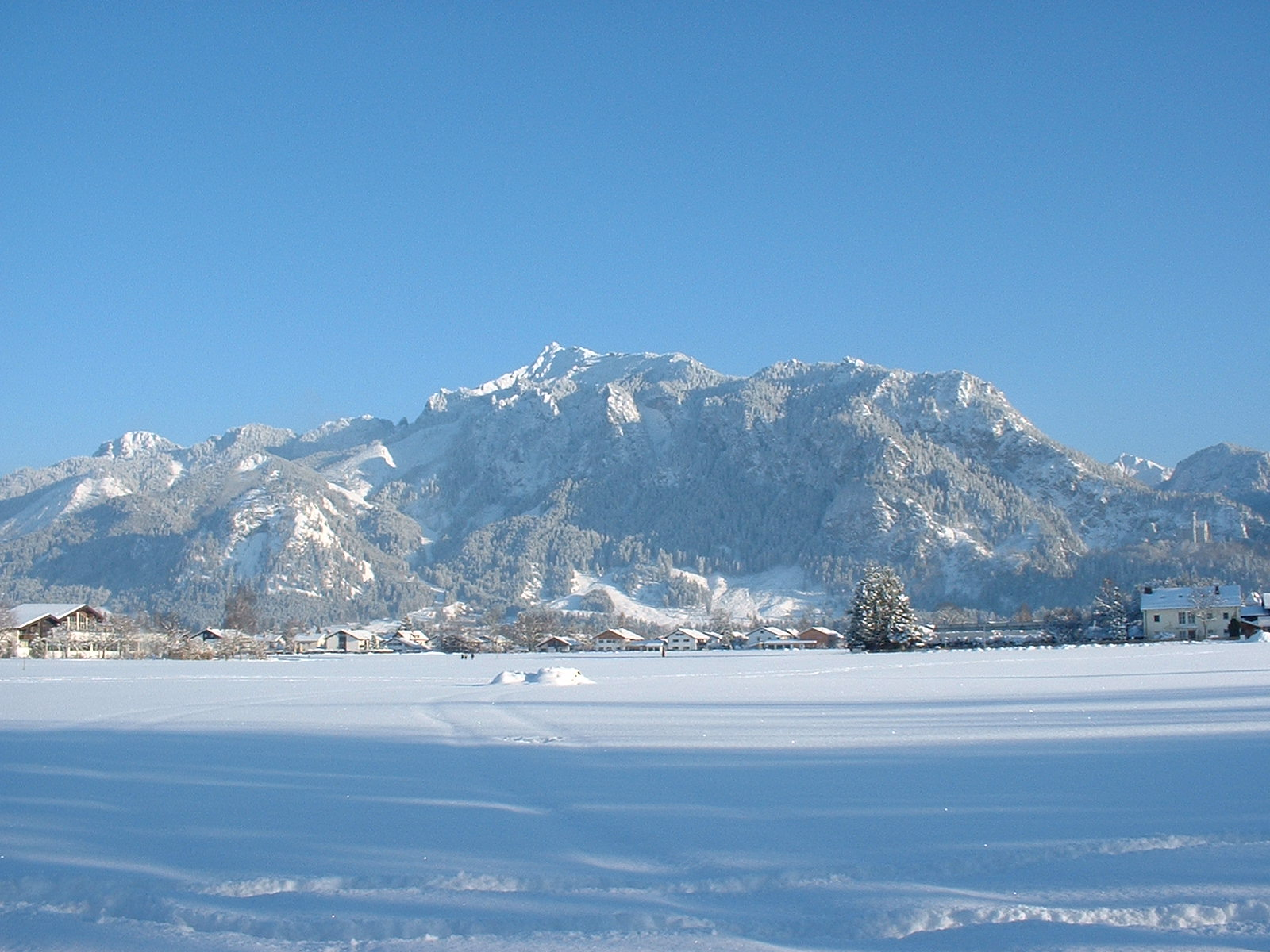
Blick auf den Tegelberg. In der Bildmitte kann man im Bergwald die Schneise der Seilbahn erkennen, an deren Fuß die Siedlung lag.

Der Lech-Füssen-Raum in römischer Zeit.

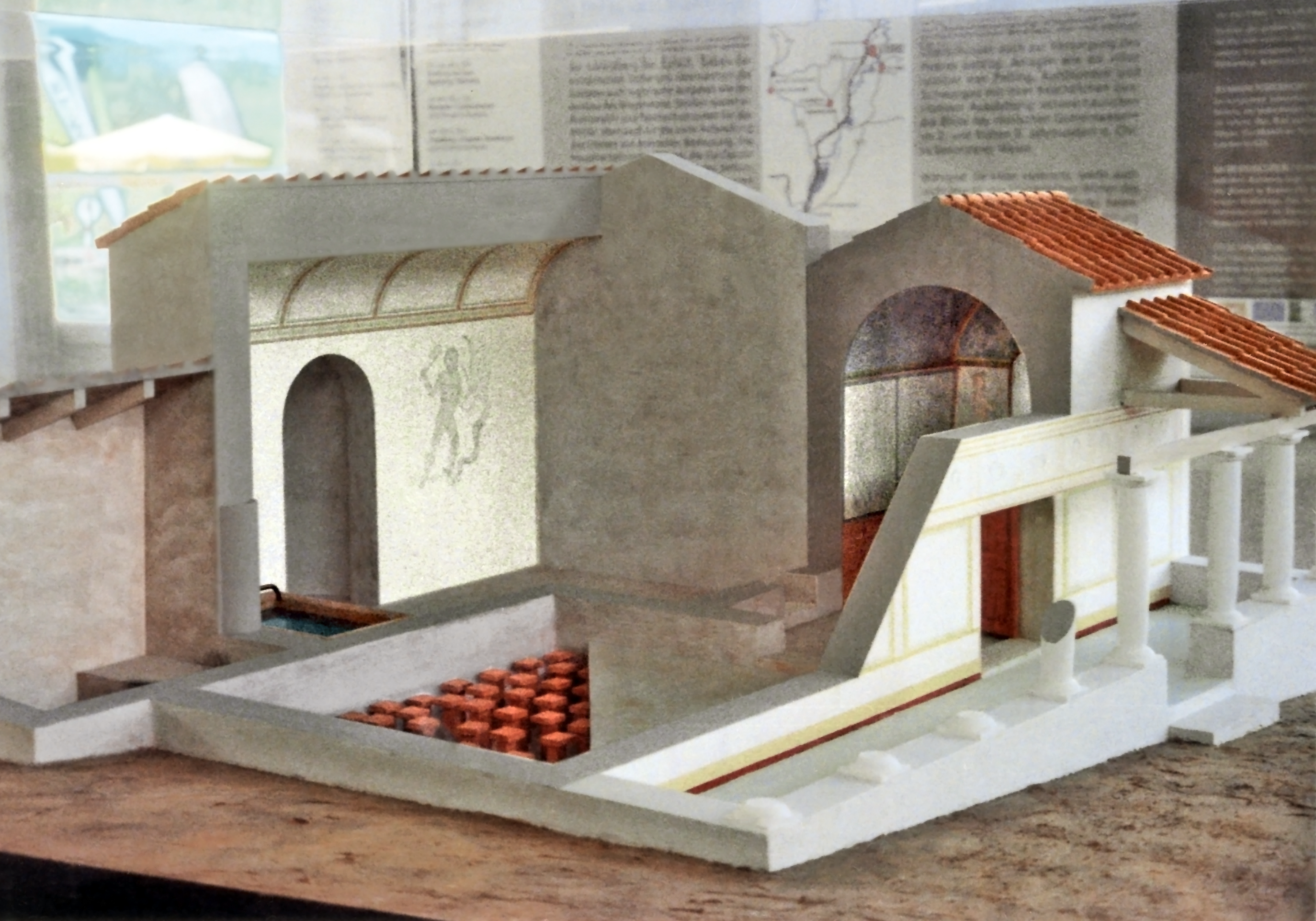
Schnitt durch eine Idealrekonstruktion der Therme

Die Römersiedlung Tegelberg ist eine aus dem 2. Jahrhundert n. Chr. stammende antike Ansiedlung am Tegelberg, unweit von Schloss Neuschwanstein bei Schwangau im Landkreis Ostallgäu, Bayern. Als bedeutendste antike Hinterlassenschaft wurden umfangreiche Reste der einstigen Ausmalung des Bades geborgen. Die wertvollen Fresken des Frigidariums (Kaltbad) wurden restauriert und sind seither eine Attraktion in der Archäologischen Staatssammlung München.

## Lage
Die römische Siedlung am Tegelberg, in vielen Veröffentlichungen auch als besonders ausgedehnte Villa rustica (römischer Gutshof) gedeutet, lag im Bereich der heutigen Tegelbergbahn am Fuße der Richtung Nordosten zunächst sanft, dann immer steiler aufsteigenden, 1172 Meter hohen Hornburg, die zu den Ammergauer Alpen gehört. Der 1881 Meter hohe Tegelberg liegt südöstlich. Hornburg und Tegelberg werden durch den Rautbach geteilt, der südlich der antiken Siedlung in den zunächst nördlich orientierten Lußbach abfließt. Dieser speiste in der Antike den Bannwaldsee. Der heute über die Mühlberger Ach ebenfalls mit Lußbacher Wasser versorgte Forggensee ist ein Produkt der Neuzeit und wurde ab 1952 als Speicher aufgestaut. Im Südwesten des Tegelbergs lag die größtenteils unerforschte römische Siedlung Foetes (Füssen). Auf dem dortigen Schlossberg, den heute das gotische Hohe Schloss einnimmt, wurde in der Spätantike das Kastell Foetibus für eine Vexillation der Legio III Italica errichtet, die an diesem wichtigen Punkt die Via Claudia Augusta von Verona nach Augsburg sicherte. Die römischen Häuser am Tegelberg waren auf zahlreichen Terrassen und Podien des sanft auslaufenden Hornburghanges erbaut worden.
Die Füssener Region war in der Antike ländlich besiedelt. Im heutigen Forggensee lag an dessen nördlichem Ende ein römischer Brandopferplatz und in der Gegend sind einige römische Gutshöfe bekannt. So wurde am ehemaligen Weg von Brunnen nach Forggen, das ebenfalls in den Fluten des Sees verschwand, 1974 eine solche Anlage mit Brandgräbern in Ufernähe freigespült. Es wurde vermutet, dass es sich bei einem nahebei noch gut erkennbaren, festen Straßendamm um eine in Vergessenheit geratene Römerstraße handeln könnte, die vielleicht eine Verbindung von der Römersiedlung am Tegelberg zur Via Claudia Augusta und deren Handelsstation bei Osterreinen herstellte. Eine große Zahl an Schlackenfunden im Füssener Großraum lassen vermuten, dass der Erzabbau in römischer Zeit von größerer Bedeutung war. Die Menschen waren offenbar in erster Linie durch das am Tegelberg anstehende Erz angelockt worden, da das gewählte Areal keine sonstigen wohnlichen Vorzüge aufweist. Die klimatischen Bedingungen sind, wie der ab 1966 leitende Ausgräber und ehemalige Landeskonservator Günther Krahe (1928–2021) betonte, problematisch. Gerade im Winter erhellt die Sonne nur für wenige Nachmittagsstunden das Gebiet.

## Forschungsgeschichte
Durch einen Wasserleitungsbau für die Gemeinde Schwangau wurde der damalige Hauptlehrer Hans Popp, Vorsitzender des Heimatdienstes für den Bezirk Füssen, im Jahr 1934 erstmals auf die römischen Baureste aufmerksam. In der Flur Im Winkel, zwischen dem Wildbach Pöllat und den darin mündenden Rautbach, konnte er aus dem Aushub römische Ziegel klauben. Im Jahr darauf, 1935, ließ Popp Suchschnitte anlegen, wobei er auf antike Grundmauern stieß. Seine Untersuchungen belegten an 15 verschiedenen Stellen Fundamente oder zumindest Ziegelschutt. Ein Gebäudegrundriss, von ihm Objekt 2 genannt (Wirtschaftsgebäude; heute: Haus 1), wurde vollständig ergraben. Der provinzialrömische Archäologe Wolfgang Czysz (1949–2022), Krahes Nachfolger als Leiter der archäologischen Außenstelle Schwaben, bestätigte Popps Untersuchungen, dass auf dem Gebiet um die Tegelbergbahn weitere antike Gebäude liegen.
Am 21. Juni 1966 stieß ein Bagger beim Bau der Tegelbergbahn-Talstation erneut auf antike Mauerreste und bemalte Putzfragmente. Der Schwangauer Heimatpfleger Hermann Pfeiffer ließ die Meldung an Krahe weiterleiten, der mit Hilfe der Behörden einen Baustopp erwirkte. Unter Aufsicht der Außenstelle Augsburg für Vor- und Frühgeschichte des Landesdenkmalamtes wurde bei der anschließenden Rettungsgrabung 1966 Haus 2 (Wohnhaus) und von 1967 bis 1968 Haus 3 (Thermen) aufgedeckt. Da Haus 2 dem Bau der Tegelbergbahn geopfert wurde, konnte der außergewöhnlich gute Zustand der Befunde zumindest am Badegebäude für die Öffentlichkeit dokumentiert werden.
Im Zuge des Baues einer Sommerrodelbahn waren Archäologen 1996 erneut im Gebiet und konnten 1998 Haus 1, den bereits von Popp untersuchten Wirtschaftsbau mit dazugehörendem Innenhof und drei Darren, konservatorisch sichern. 1996 hatte sich die Gemeinde Schwangau auch dazu entschlossen, die den Umwelteinflüssen ausgesetzte Badeanlage mit einem Schutzhaus zu überdachen. Der Zugang ist kostenlos.
Krahe konnte sich durchaus vorstellen, dass die drei bisher ergrabenen Gebäudereste zu einer von wohlhabenden Besitzern geleiteten Villa rustica gehört haben könnten, doch wiesen seiner Meinung nach die weiteren bekannten Fundpunkte auf ein wesentlich weiträumiger bebautes Gebiet hin, als es ähnliche Gutshöfe besessen haben.

## Befunde

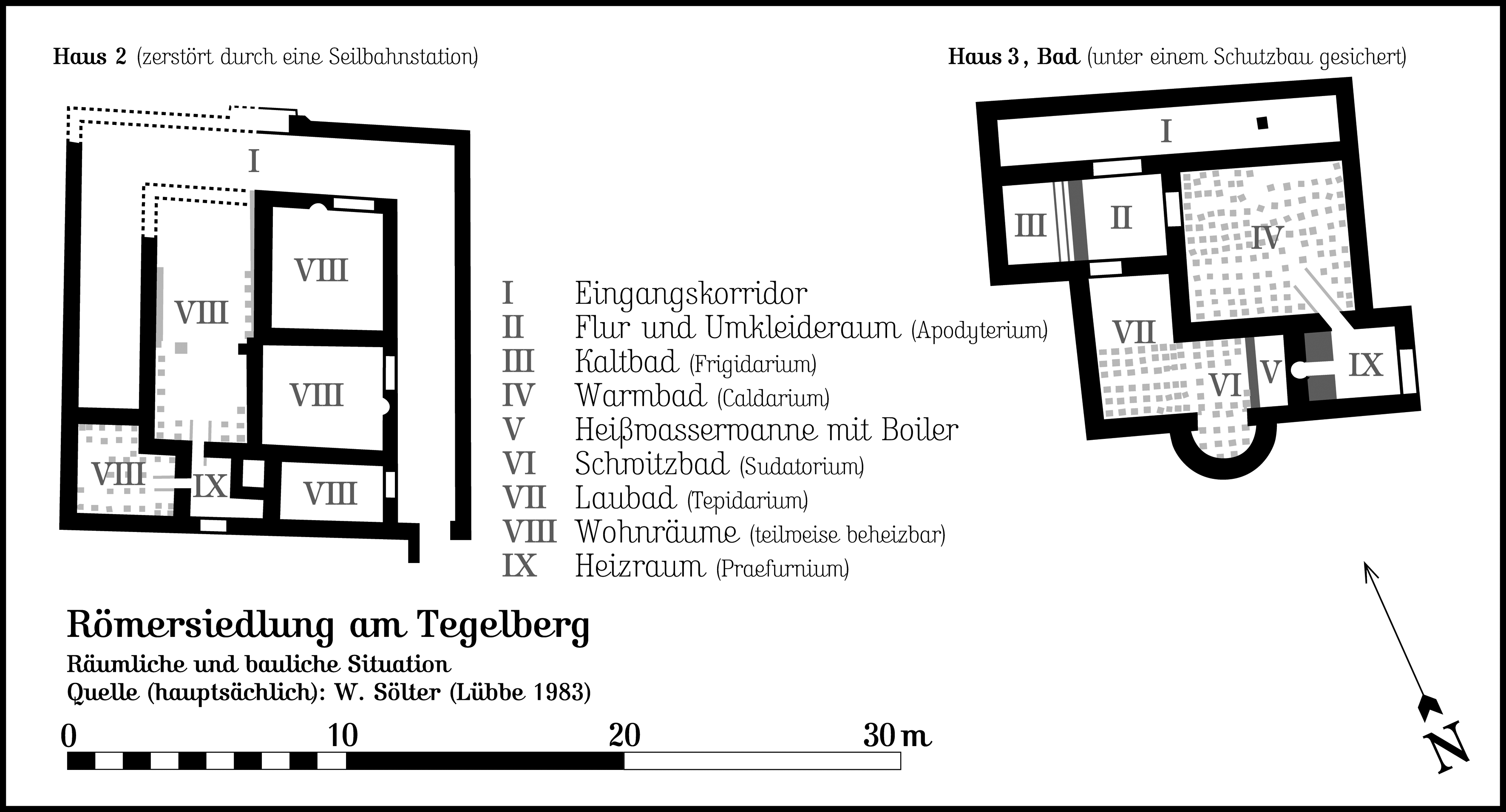
Die Grundrisse von Haus 2 und 3 mit der von Günther Krahe stammenden Deutung der Räumlichkeiten. Wolfgang Czysz hat in einer neueren Veröffentlichung eine abweichende Raumnutzung im Bad vorgeschlagen.

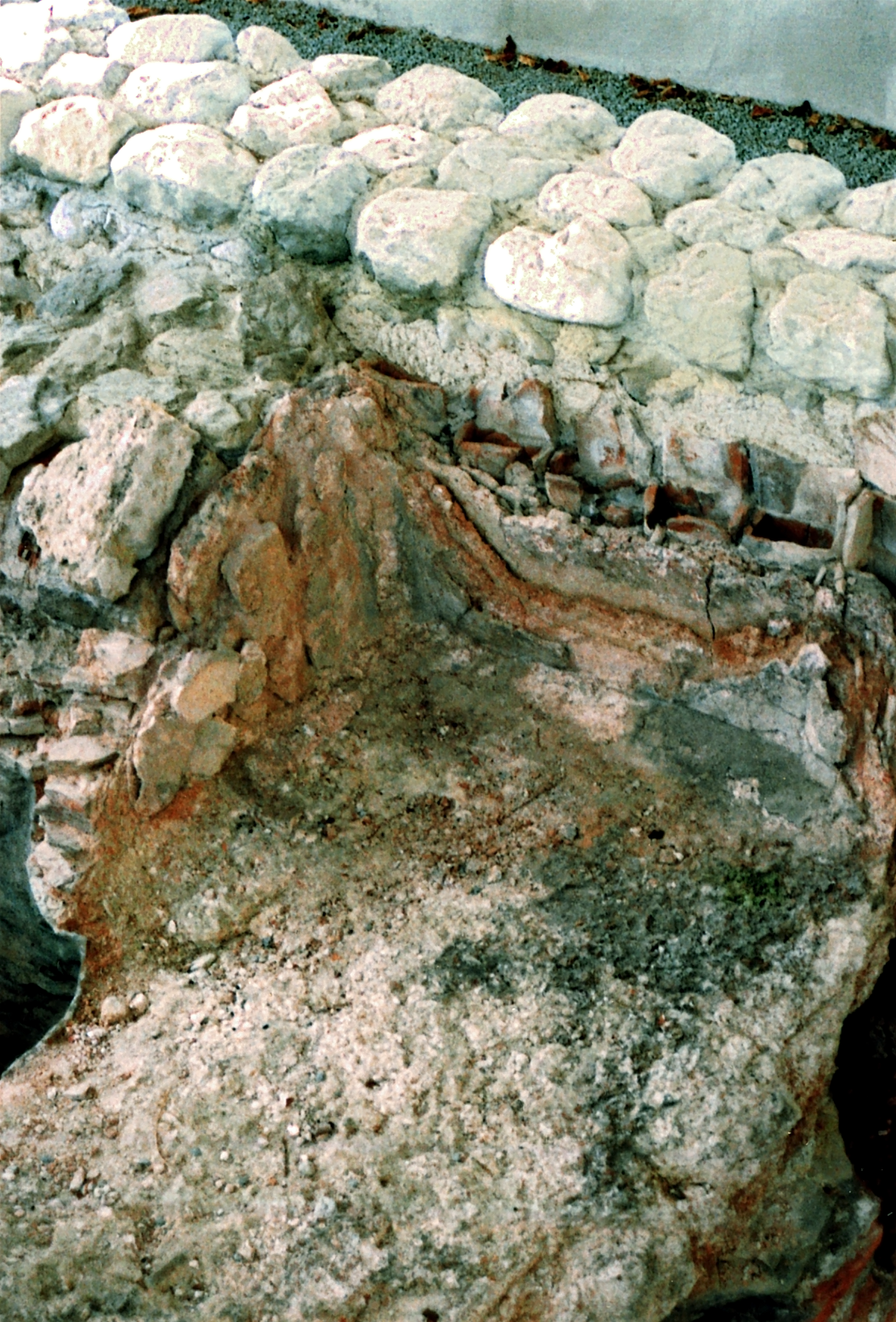
Detail der gut erhaltenen Heißwasserwanne im Bad, Zustand 2015

Die um die Mitte des 2. Jahrhunderts n. Chr. errichteten Gebäude am Tegelberg sind noch in der Antike teilweise von einer abgegangenen Mure mit Schuttgeröll und Lehm überdeckt worden, was am Badegebäude für einen sehr guten Erhaltungszustand der zumindest in Abschnitten auf voller Höhe rekonstruierbaren Fresken sorgte. Auch aus einem etwas westlich der kleinen Therme gelegenen, fast quadratischen Wohnhaus (Haus 2), das teilweise beheizbar war, konnten Wandmalereien unter anderen mit einem Fasan, in voller Frische geborgen werden. Dieses Haus wurde jedoch durch den Bau der Seilbahntalstation endgültig zerstört. Uneins ist sich die Forschung bei der Deutung des Gesamtbestandes der Gebäude; neben einer Siedlung wurde auch eine besonders ausgedehnte Villa Rustica vermutet, die sich um den Erzabbau gekümmert haben könnte. Im 3. Jahrhundert wurde das Gebiet entweder im Zuge der teilweisen Zerstörungen durch den Murgang wieder verlassen oder ging erst in einem der am Ende dieses Jahrhunderts stattfindenden germanischen Angriffe unter. Erzschürfungen fanden am Tegelberg noch bis ins Mittelalter statt.

### Wohnhaus (Haus 2)
Das rund 15 × 15 Meter große, beim Seilbahnbau im Juni 1966 entdeckte und anschließend unter der Leitung des Augsburger Landesamtes für Denkmalpflege ergrabene Haus 2 ist als Wohngebäude gedeutet worden. Der Bau war an drei Seiten, im Osten, Norden und zum großen Teil auch im Westen von einem rund 2,5 Meter breiten Umgang umschlossen, der offensichtlich als Portikus angesprochen werden muss. Zugänge zu diesem Umgang befanden sich an der Südostecke und besonders prominent in der Mitte der Nordfront. Nahe der südwestlichen Hausecke mündet der Säulengang an einem über den rechten Winkel der Südwestecke erbauten, hypokaustierten Raum. Daran schlossen sich in der Flucht der südlichen Fassade im Inneren des Hauses das rund 2 × 2,5 Meter große Praefurnium und ein rund 2 × 4 Meter großer nicht heizbarer Raum an, der einen Eingang von östlichen Portikus her besaß. Das größte ebenfalls erwärmbare Zimmer des Hauses umfasste rund 4 × 8,5 Meter und folgte mit seiner Längsseite der Innenwand des westlichen Umgangsbereiches. Diesem Raum östlich gegenüber befanden sich zwei fast gleich große unbeheizbare Räume, die beide Zugänge von der Portikus her hatten. Die große Menge erhaltener Reste von Wandmalereien aus diesem Haus hat ihren Ursprung in der bereits antiken Überdeckung des Areals durch Murenabgang. Einige Teile der hochwertigen restaurierten Fresken sind in der Archäologischen Staatssammlung München ausgestellt. Haus 3, das Bad, liegt fast in derselben Flucht, nur leicht aus der Achse gedreht, rund 20 Meter östlich.

### Badegebäude (Haus 3)
Von 1967 bis 68 wurde ein Badehaus am Tegelberg aufgedeckt, das nicht zum Reihentyp gehört. Die Badeanlagen sind kompakt, in einem ohne Apsis rund 12,4 × 13,8 Meter großen Gebäude untergebracht, das in ungefährer Nord-Süd-Ausrichtung steht und somit den antiken Regeln entspricht. Betreten wurde die Anlage von Norden. Dort befand sich der rund 12,5 × 2 Meter große Eingangsportikus. Westlich dieses Raumes konnte von Norden her ein fast quadratischer Verteilerflur, der gleichzeitig als Apodyterion (An- und Auskleidebereich) diente, betreten werden. Dort fand sich als Deckengemälde der Raub des Ganymed. Westlich des Verteilers lag hinter einem Brüstungsmäuerchen das über zwei Stufen erreichbare, nur 0,90 Meter tiefe und 2,3 × 2,75 Meter große Frigidarium. Dieses konnte mit seinen Fresken in der Archäologischen Staatssammlung München vollständig rekonstruiert werden. Daher ist bekannt, dass es ein Tonnengewölbe sowie ein kleines Rundbogenfenster nach Westen hin besaß, aus dem man bis zum Füssener Schlossberg blicken konnte. Putzkanten und Glasscheibenbruchstücke belegen die Ausstattung des Frigidariums sowie des Caldariums (Warmbad) mit Rundbogenfenstern, während das Tepidarium (Laubad) rechteckige Glasfenster besessen hat.
Im Osten befand sich der größte Raum, ein ebenfalls fast quadratisches Caldarium, und im Süden war das rechteckige Tepidarium untergebracht. An dieses wiederum schloss sich östlich das Sudatorium (Schwitzbad) an, das mit einer halbrunden Apsis ausgestattet war, die aus der südlichen Rückwand des Gebäudes hinaustrat. Weiter östlich folgte eine Heißwasserbadewanne mit Boiler sowie im Anschluss daran das Praefurnium, der Heizraum. Dieser war unter anderem durch einen dort aufgefundenen Felsbrocken zertrümmert worden. Da das Gebäude schon in der Antike durch die Mure zerstört wurde, sind bereits damals die meisten wertvollen Metallgegenstände wie Rohre und Wasserboiler entfernt worden. Einige erhaltene bleierne Abflussrohre, die Wasser aus der mit roter Farbe verputzten Außenwand leiteten, wurden nach der Grabung von den Archäologen entfernt, um sie vor Diebstahl zu schützen. Nur im Caldarium wurde 1968 ein gut verstecktes, 0,90 Meter langes Rohr belassen, das bis zum Bau des Schutzhauses 1996 auftretendes Oberflächenwasser ableitete. Die Forschung geht davon aus, dass die Therme in der 2. Hälfte des 2. Jahrhunderts n. Chr. entstand. Grund für die Annahme war der Fund einer Münze aus der Regierungszeit des Kaisers Antoninus Pius (138–161 n. Chr.).

Befunde im Bad
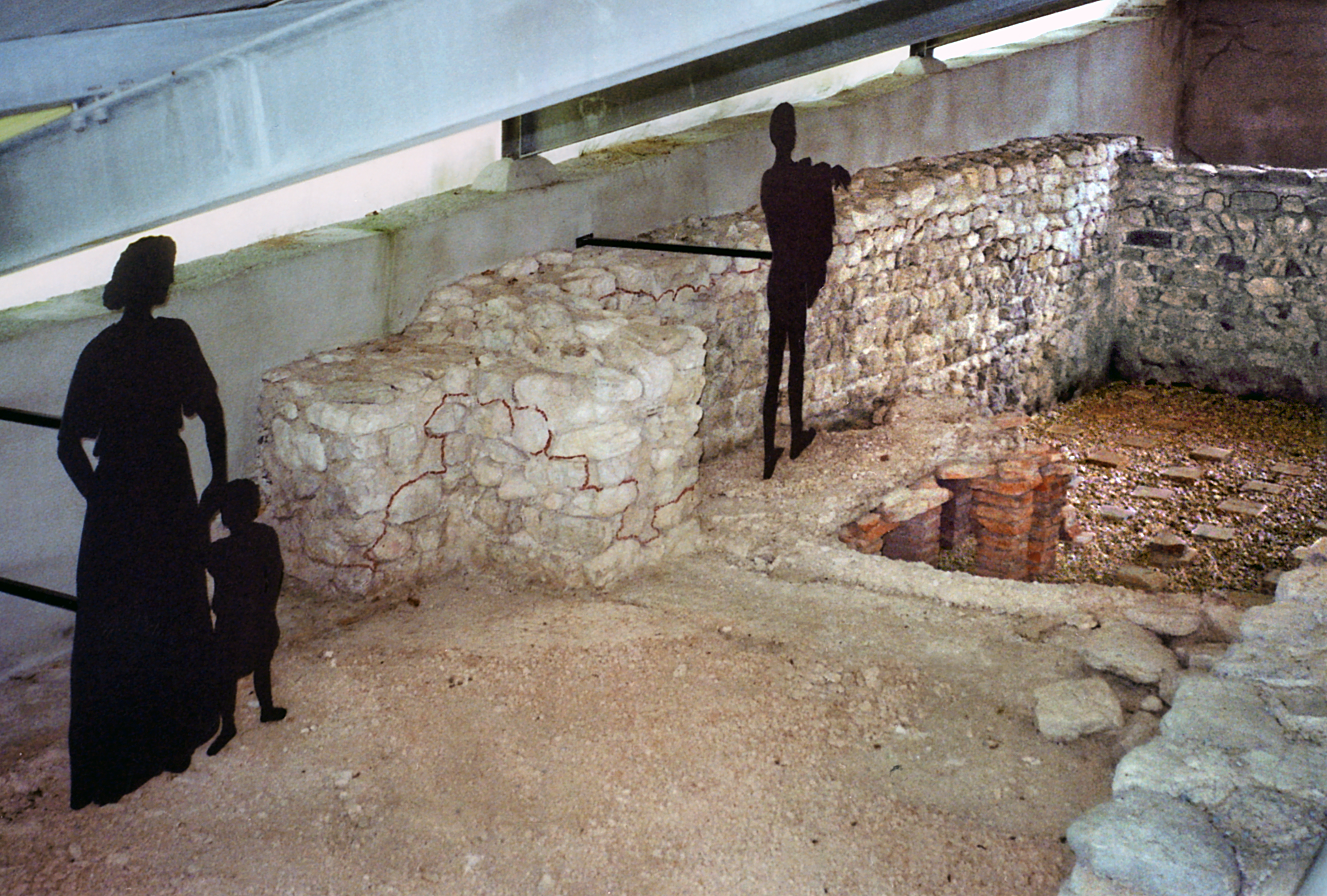
Nördlicher Zugangsbereich mit östlich anschließendem, hypokaustierten Raum
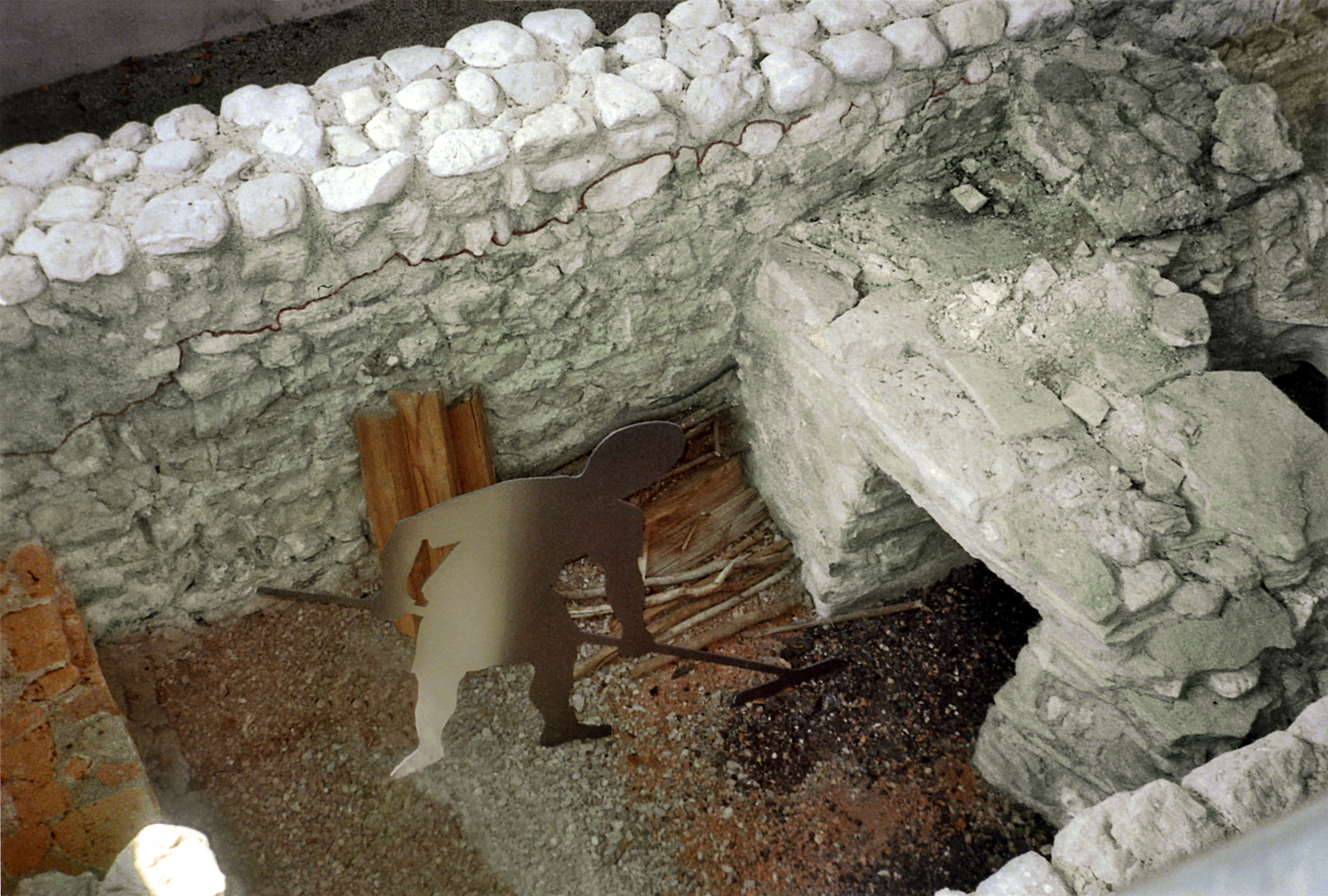
Das hinter der Heißwasserwanne gelegene Praefurnium, Zustand 2015
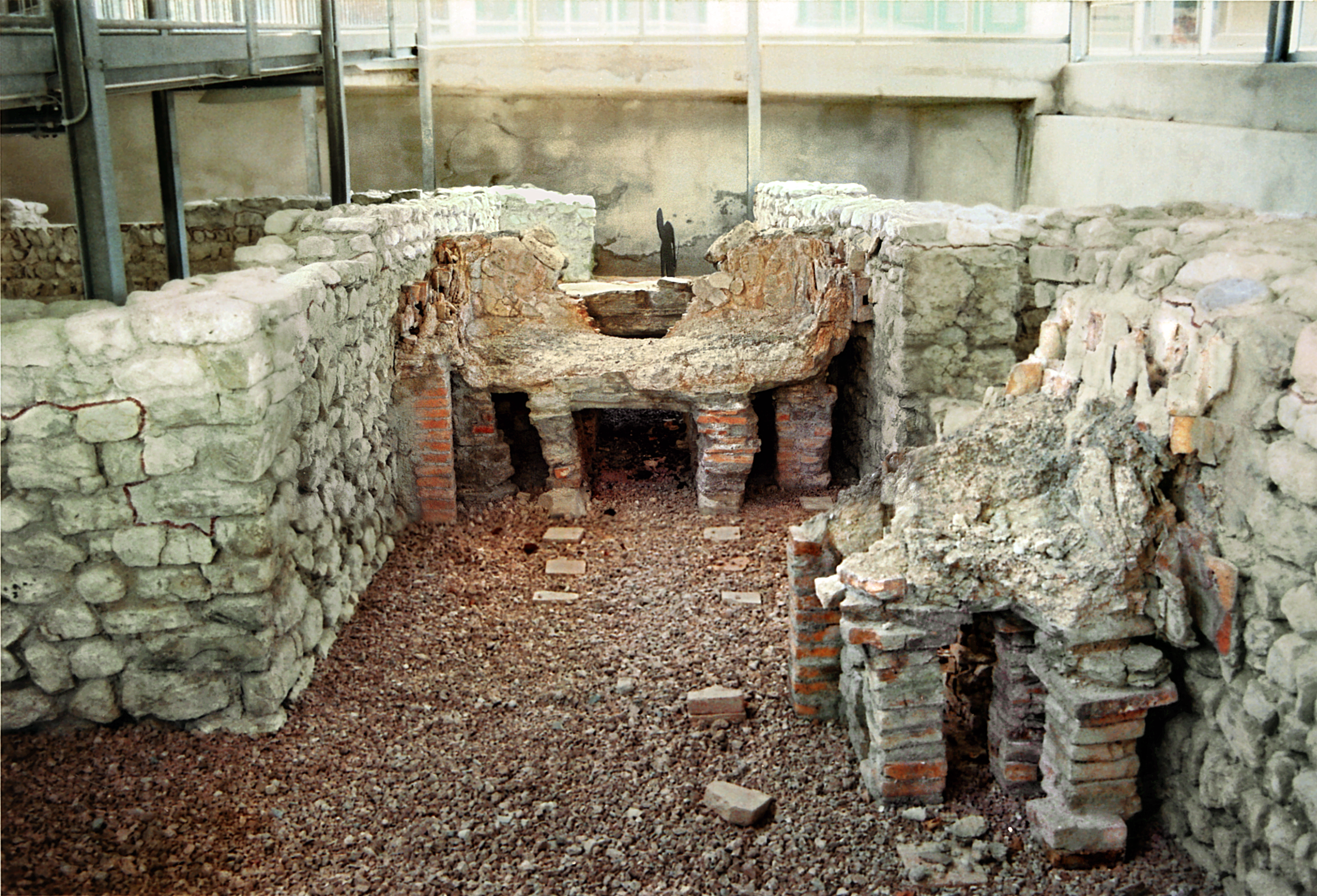
Blick durch den südwestlichen Raum zur Heißwasserwanne, Zustand 2015
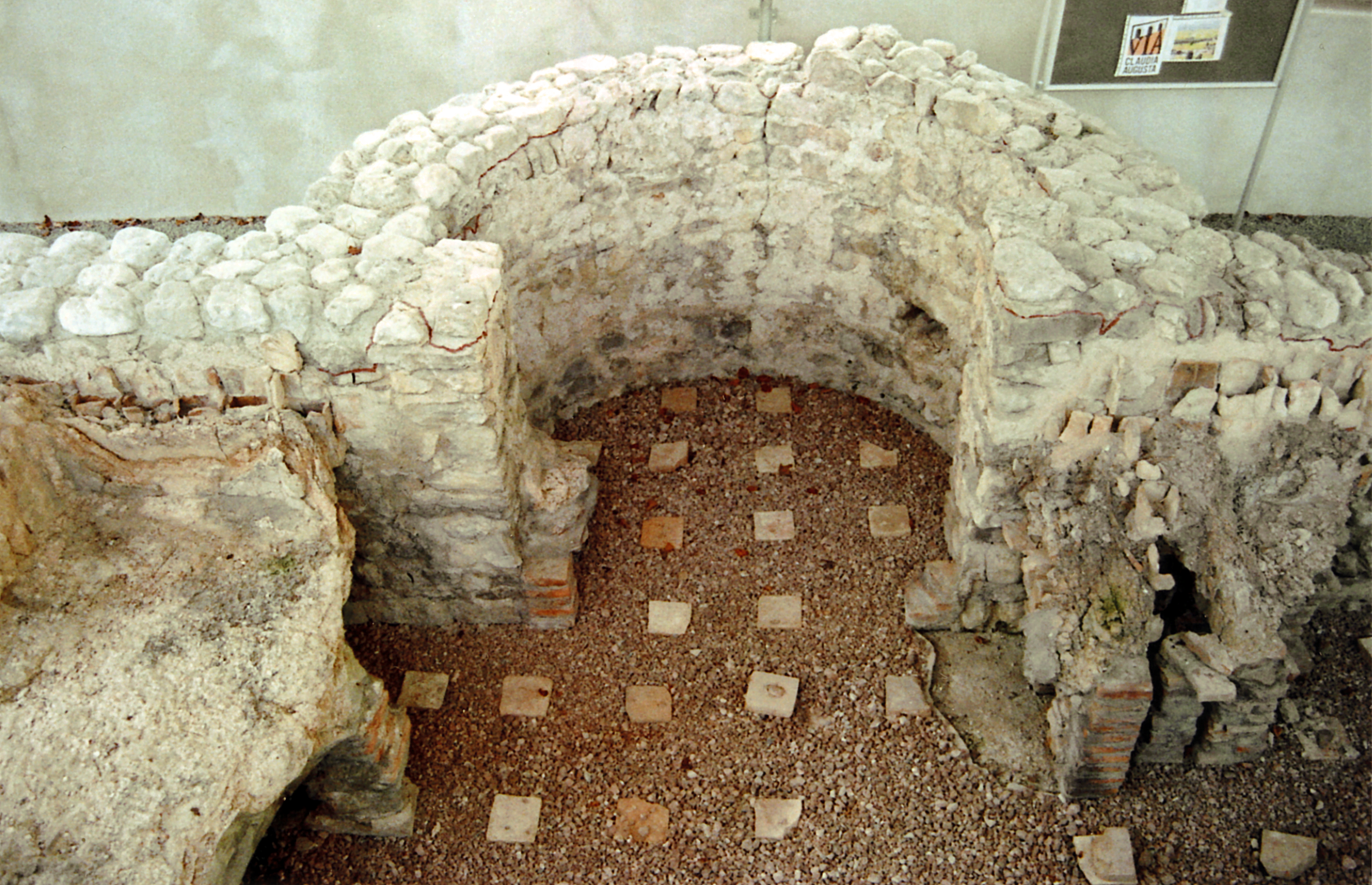
Apsis an der Südwand des südwestlichen Raumes, Zustand 2015
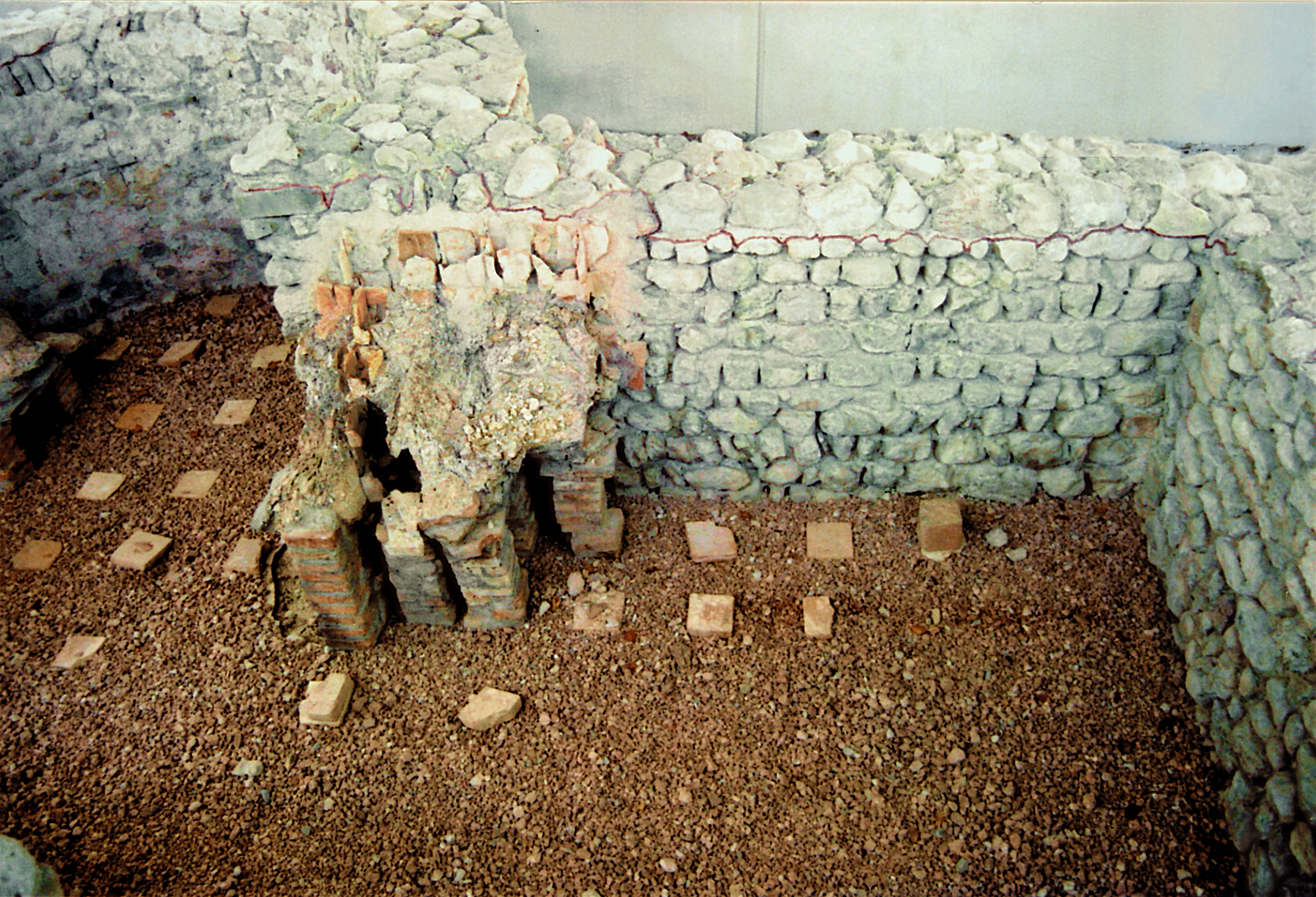
Südwand des südwestlichen Raumes mit teilerhaltener Wandverkleidung, Zustand 2015

#### Erhaltungin situund Teilrekonstruktion alsAnastilosis
Der Bau wurde nach Abschluss der Grabungen mit Zuschüssen aus öffentlichen Geldern restauriert und für Besucher im Bereich des heutigen Bergbahnparkplatzes zugänglich gemacht. Der Erhaltung des archäologischen Denkmals wird durch die Trägerschaft der Gemeinde Schwangau gesichert. Die in Teilen erhaltene Hypokaustheizung im Apodyterium und die auf stabilen Hypokaustpfeilern stehende Badewanne mit ihren an den Schmalseiten noch erhaltenen Tubuli mussten aufgrund ihres guten Erhaltungszustands während der Grabung unter Planen geschützt werden, da hier besondere Konservierungsmaßnahmen notwendig wurden. Sie sollten wie der größte Teil des Bauwerks in situ (vor Ort) für die Öffentlichkeit zugänglich bleiben. Zu den großen erhaltungstechnischen Schwierigkeiten gehörte es in der Vergangenheit, dass die teilweise sehr witterungsanfälligen Befunde nicht von Anfang an mit einem Schutzbau überdeckt werden konnten. Bedenkenträger verweigerten diese für die Originalität des Bauwerks einzig rettende Maßnahme. Als Grund wurde angegeben, dass Gondeln der Seilbahn unmittelbar über das Bad hinwegschwebten. Insbesondere aber der TÜV erließ massiv einschränkende Auflagen. So musste auf sein Geheiß hin beispielsweise der säulenbestandene Eingangsbereich wieder zugeschüttet werden. In der Folge führten die strengen Witterungsverhältnisse am Tegelberg trotz intensiver Behandlung mit Duracon und der Abdeckung der Baureste in den Wintermonaten immer wieder zu einem mehr oder minder schweren Substanzverlust. Daher kam es während der Herbst- und Winterzeiten stetig zu einem Auffrieren und Abplatzen von Estrich und Putzteilen. Auch die Pfeilerziegel erlitten bedingt durch die Auflagen schwere Schäden. Um den Erhalt der wertvollen Befunde weiterhin zu sichern, wurden sie teilweise durch neu angefertigte Ersatzstücke ausgetauscht. Erst 1996 gelang es gegenüber den Bedenkenträgern die bedrohten Baureste vor ihrer endgültigen Vernichtung zu bewahren. Aus Sicherheitsgründen bleibt die Portikus jedoch auch weiterhin zugeschüttet.
Die örtliche Gemeindeverwaltung rief erfolgreich zu Spenden für die Konservierung der von Grabungstechnikern und freiwilligen Helfern geborgenen Freskenresten auf. Die gesammelten Putzbrocken dieser Wandmalereien wurden in über 700 Obstkisten nach München transportiert. Es konnte während der mehrjährigen Restaurierung festgestellt werden, dass das Bad zweimal ausgemalt worden ist, was Pickelspuren im älteren Verputz bezeugen. Die letzte, heute sichtbare Putzschicht, ist eierschalendünn. Dominierend ist ein mitteldunkler Blauton, die Gebäudestruktur sowie die Wandaufteilung wird hauptsächlich durch eine breite rote Linienführung hervorgehoben. Die so unterteilten Flächen sind mit geometrischen Mustern, Pflanzen, Tieren, Göttern und Badedienern geschmückt. In Form einer Teilrekonstruktion sind die für den bayerischen Raum einzigartig gut erhaltenen Fresken seither als Anastilosis wichtiger Teil der römischen Abteilung in der Archäologischen Staatssammlung. Neben den Fresken entfernten die Wissenschaftler auch die noch erhaltenen sichtbar austretenden Abflussrohre aus Blei. Bei dieser Maßnahme stand nicht das Erhaltungsproblem eines schutzlos der Witterung ausgelieferten Mauerwerks im Vordergrund, sondern das Wissen, dass historische Bauwerke besonders von Diebstahl und Vandalismus bedroht sind. Während der Jahrzehnte, in denen das Tegelberger Bad den Naturgewalten ausgeliefert war, leitete jedoch das letzte vor Ort erhalten gebliebene bleierne Abflussrohr, das für Besucher versteckt arbeitete, Oberflächenwasser aus der Therme ab. Die einzige moderne Störung, die während der Konservierung und Teilrekonstruktion rückgebaut werden musste, betraf das Betonwiderlager der Materialseilbahn, das vor dem Bau der heutigen Bahn, errichtet worden war.

### Wirtschaftsgebäude (Haus 1)

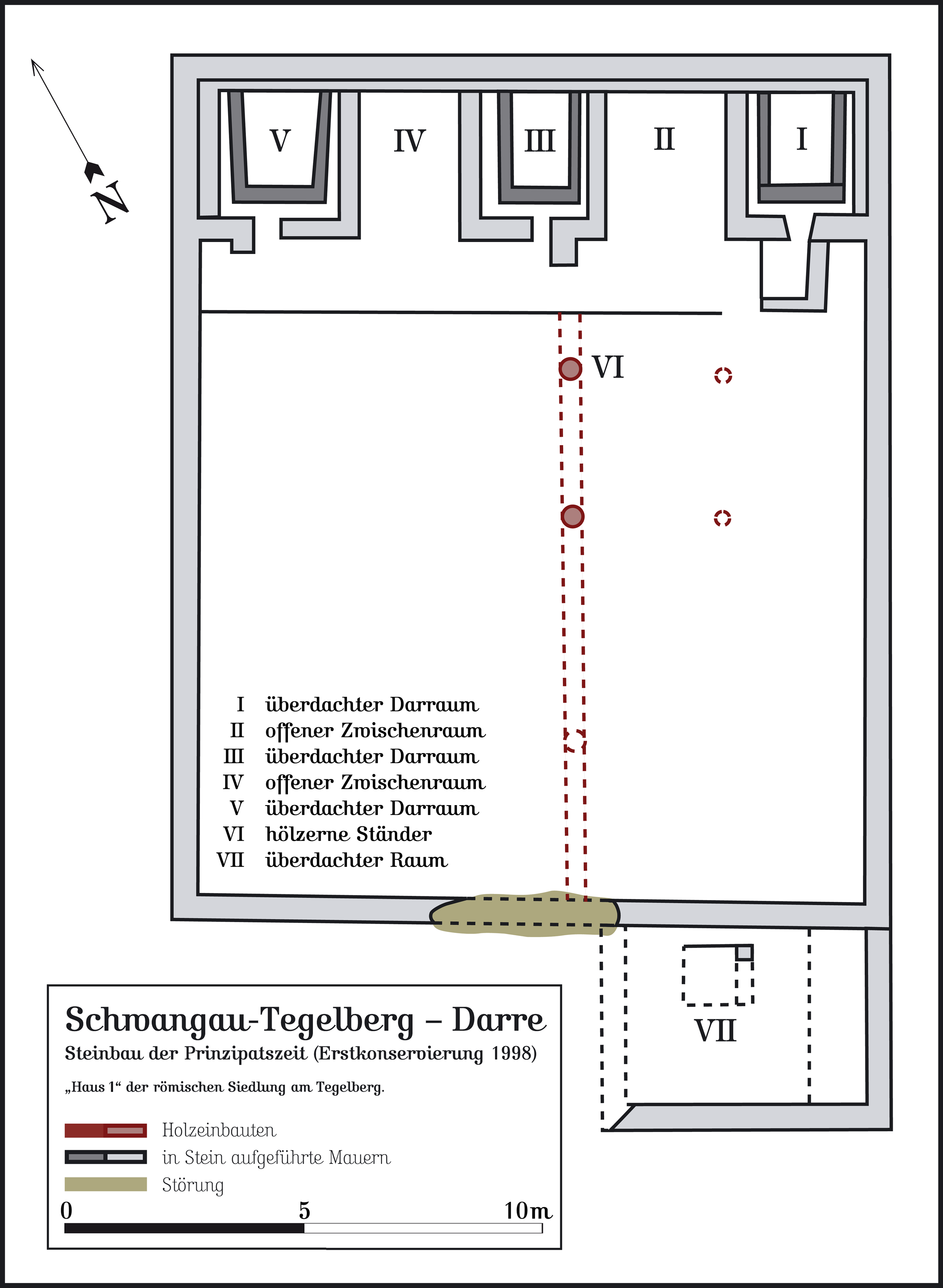
Haus 1, ein Wirtschaftsgebäude, wurde als Darre identifiziert.

Bereits 1935 hatte Hans Popp Haus 1 als erstes Steingebäude am Tegelberg ergraben. Doch erst 1998 wurden die erneut freigelegten Fundamente dieses landwirtschaftlichen Komplexes konserviert. In Kooperation mit der Tegelberg GmbH, dem Betreiber der genau an dieser Stelle geplanten Sommerrodelbahn, konnte der ursprünglich vorgesehene Verlauf der Strecke umgeplant werden um den Erhalt des Bauwerks zu sichern. Trotzdem liegt das Wirtschaftsgebäude heute etwas verloren und unglücklich eingekeilt, inmitten der Abfahrts- und Zielschneise dieser Rodelbahn. Der gesamte aufgedeckte Komplex umfasste ein rechteckiges Einraumhaus (VII), das mit seiner Stirnwand seitlich an einen rechteckigen, ummauerten und offenen Innenhof anstieß. Neben dem Haus befand sich mittig in der Breitseite der Hofmauer ein großer, scheunenartiger Zugang, dessen Schwellstein erhalten geblieben war. Die Einfahrt war groß genug, um einen Wagen in das Bauwerk zu bringen. Im Innenhof selber waren an dessen Rückwand in der linken (IV) und rechten Ecke (I) sowie in der Mitte (III) je eine Darre, wahrscheinlich zur Trocknung von Flachs, eingebaut. Der Bodenbelag des Hofes bestand aus einer Schotterung. Es ließ sich noch die Brennkammerhöhe an der Sohle der Darren nachgewiesen.

Befunde der Darre
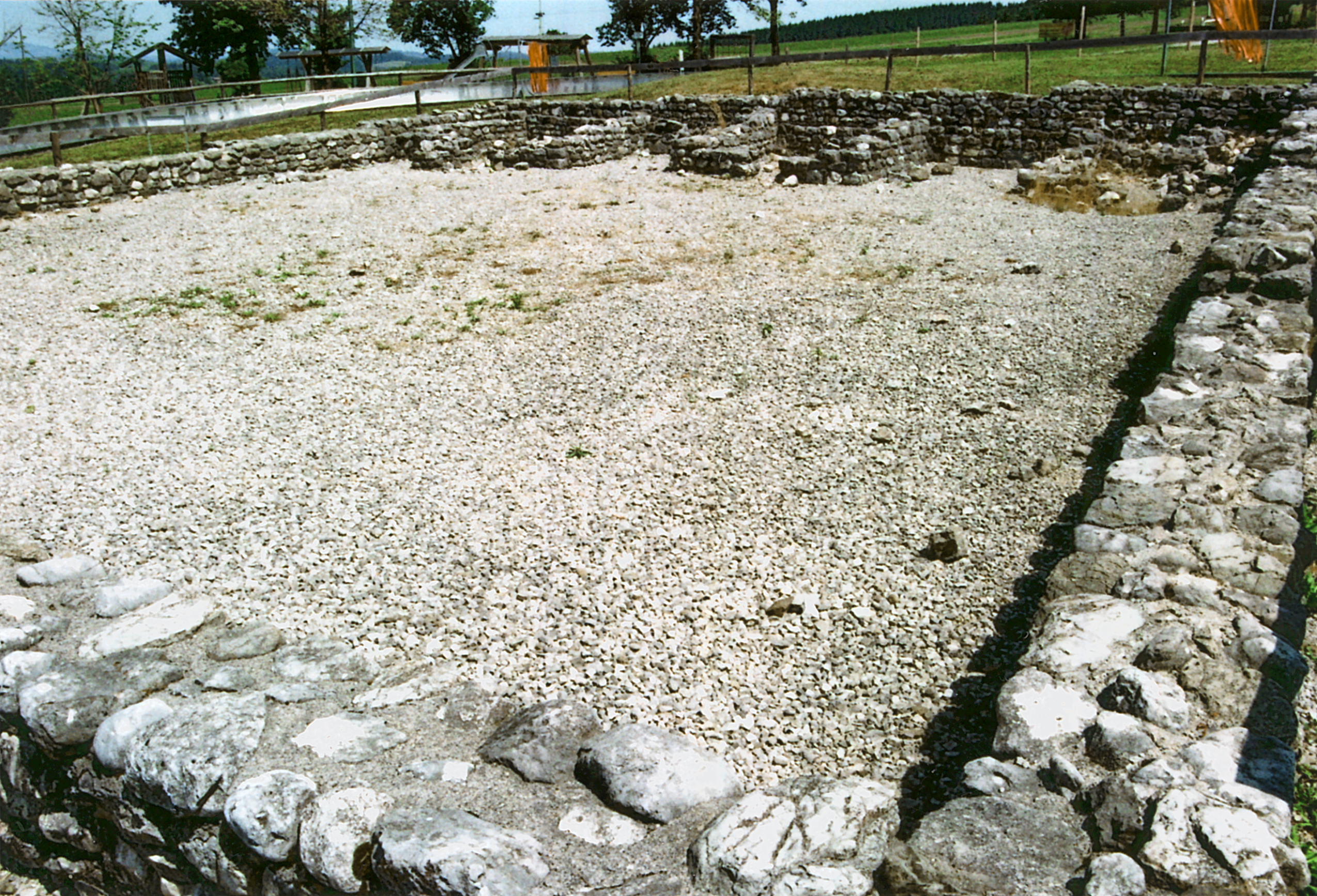
Blick von Süden über das Wirtschaftsgebäude, Zustand 2015
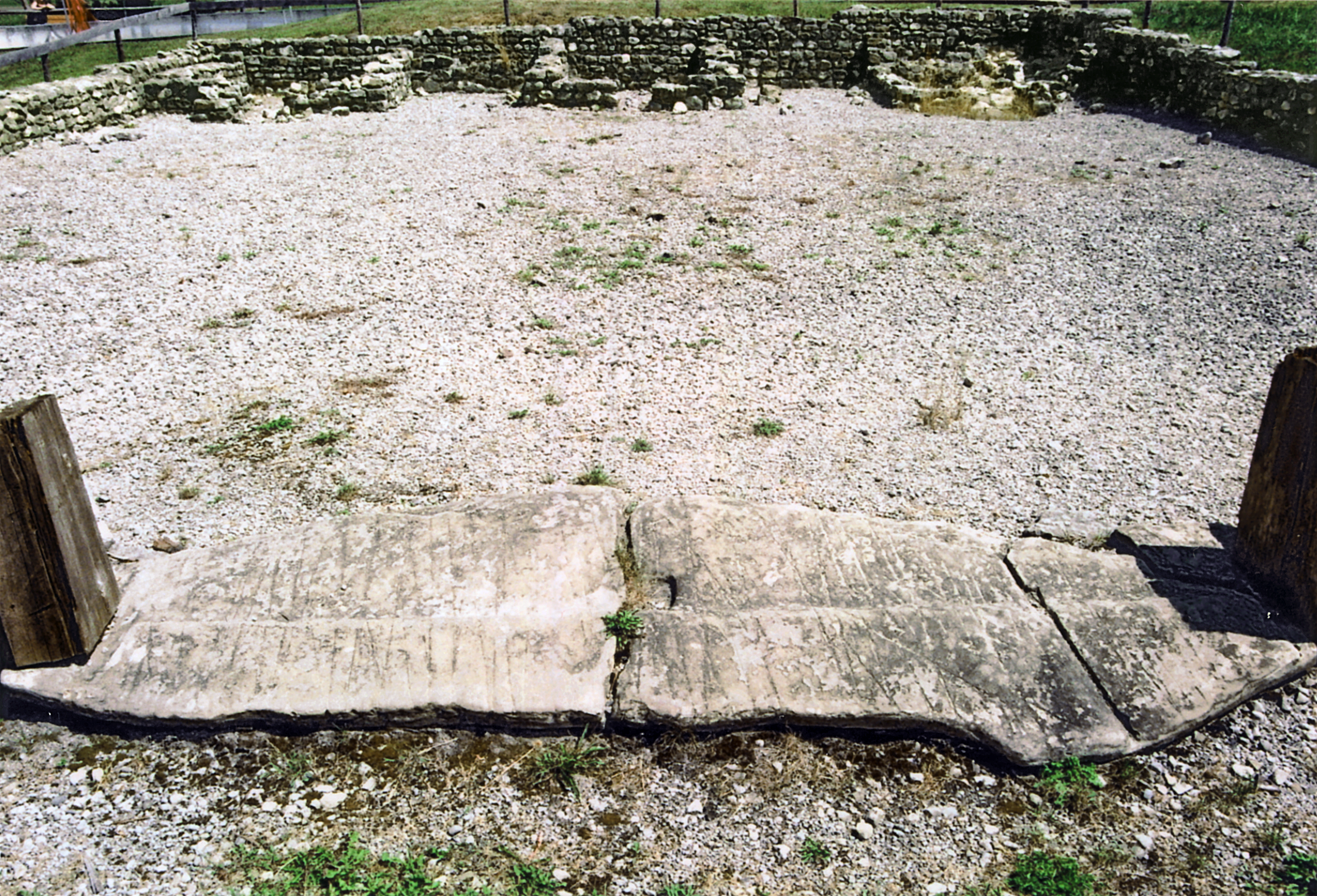
Originaler Schwellstein am südwestlichen Zugang zur Darre, Zustand 2015
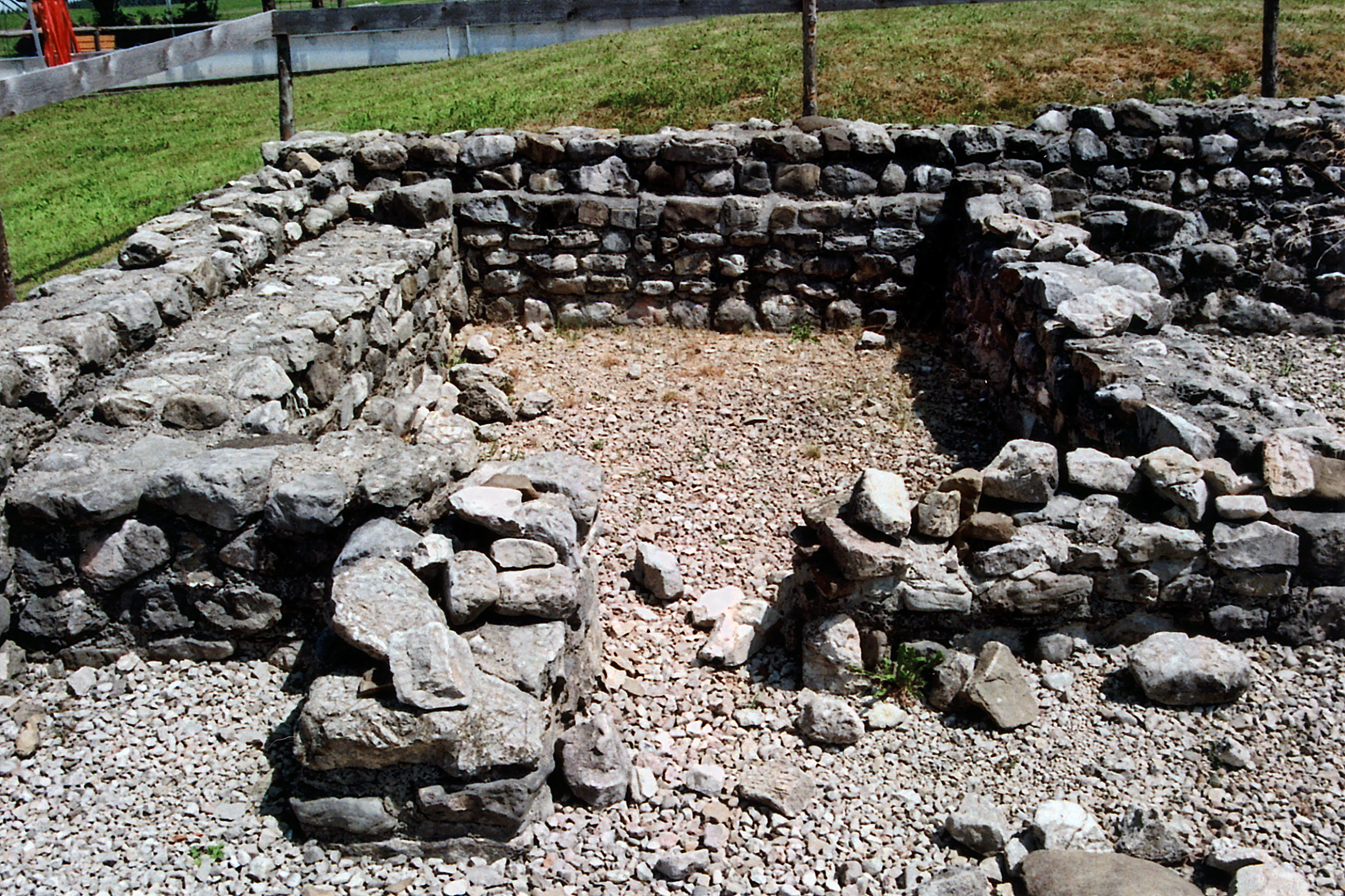
Blick in den teilweise durch Vandalismus beschädigten nördlichen Darraum, Zustand 2015
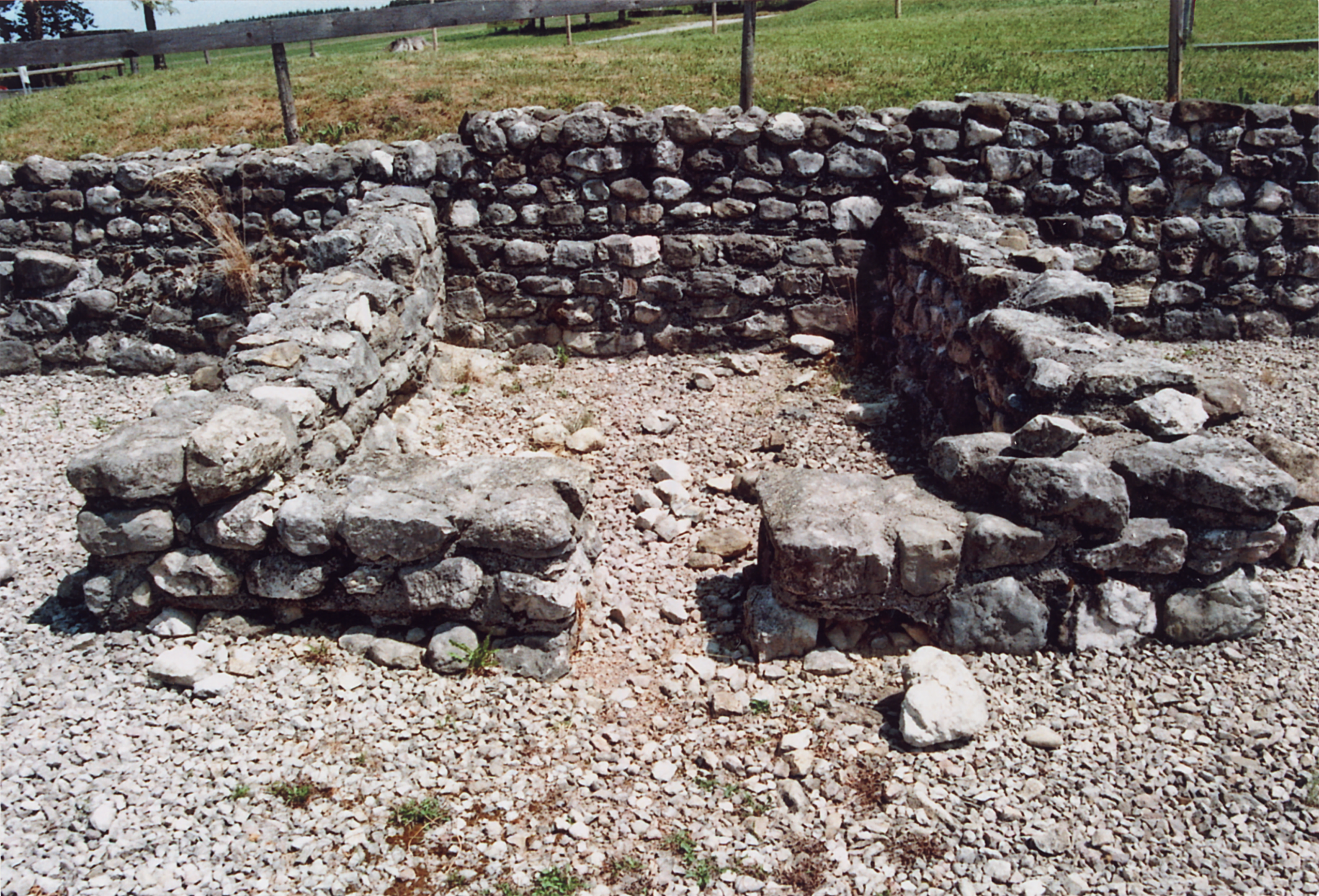
Der mittlere Darraum, Zustand 2015
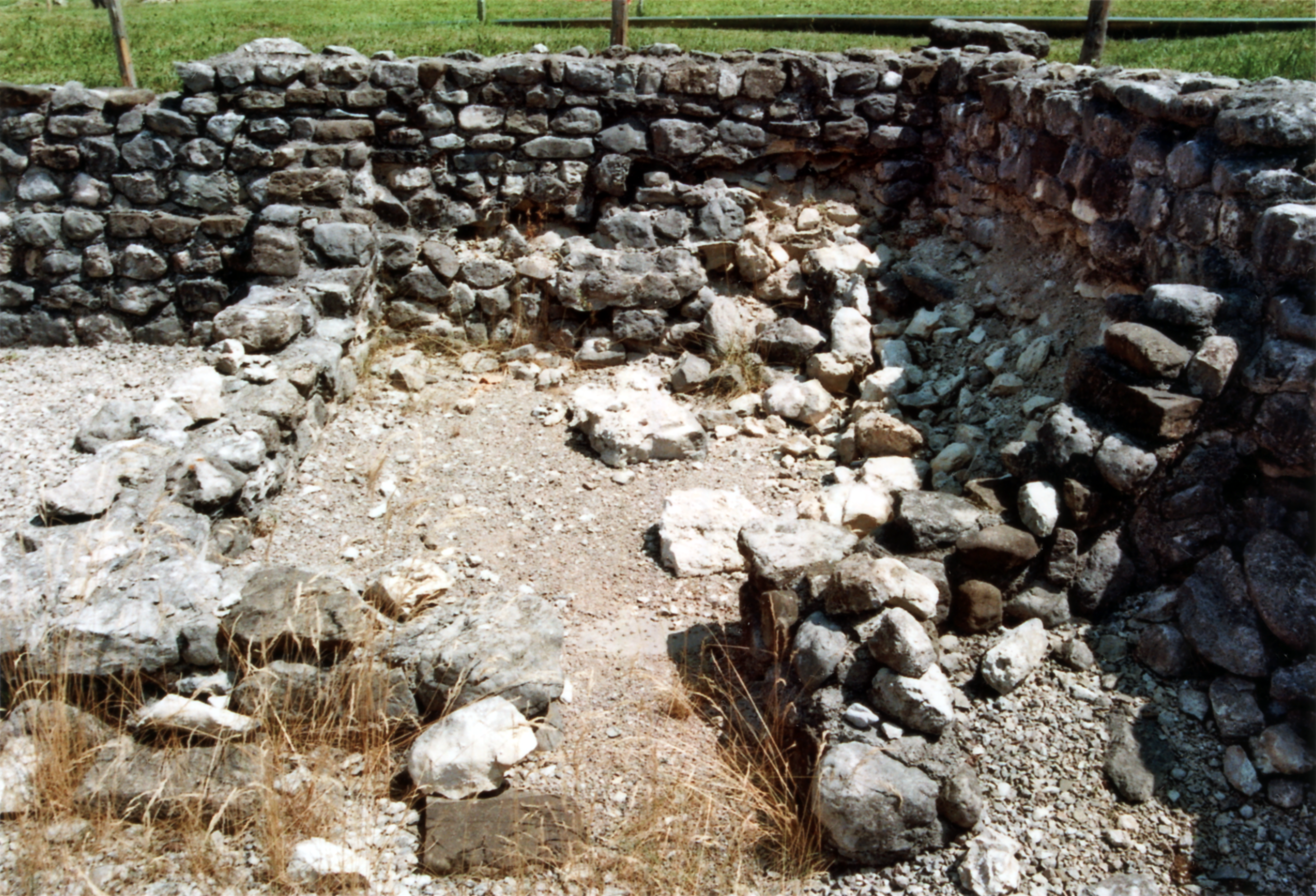
Der stark beschädigte östliche Darraum, Zustand 2015

## Denkmalschutz
Die hier behandelten antiken Bauten und weiteren erwähnten Anlagen sind geschützt als eingetragene Bodendenkmale im Sinne des Bayerischen Denkmalschutzgesetzes (BayDSchG). Nachforschungen und gezieltes Sammeln von Funden sind erlaubnispflichtig, Zufallsfunde sind den Denkmalbehörden anzuzeigen.